# Satanic Blood
Satanic Blood – nagranie demo amerykańskiego zespołu black metalowego Von. Materiał został zarejestrowany na początku roku 1991, wydany zaś w 1992 w nakładzie 200 sztuk. 
Utwory z owego dema można również usłyszeć na kompilacji Satanic Blood Angel wydanej w roku 2003.
Wśród fanów można znaleźć wiele CD z rodzaju bootleg z nagraniami z Satanic Blood. Piosenki z tego nagrania wykorzystano również w splicie z Dark Funeral, zatytułowanym Devil Pigs, które wydało Karmageddon Media.

## Lista utworów
Strona A:
1. Devil Pig (02:23)
2. Veinen (02:26)
3. Watain (02:49)
4. Lamb (01:41)

Strona B:
1. Veadtuck (03:17)
2. Satanic Blood (02:05)
3. Christ Fire (02:56)
4. Von (02:25)

## Twórcy
- Goat - śpiew, gitara, okładka opakowania
- Kill - gitara basowa
- Snake - perkusja